# Жумабаева, Динара Жунисбаевна
Динара Жунисбаевна Жумабаева (каз. Динара Жүнісбайқызы Жұмабаева; род. 23 октября 1992 года) — казахстанская самбистка и дзюдоистка, серебряный призёр чемпионата мира по самбо 2016 года, мастер спорта международного класса Республики Казахстан.

## Карьера
Тренируется в Талдыкоргане у Болата Кожахметова, представляет Алматинскую область. Серебряный призёр чемпионата Азии по дзюдо среди юниоров 2007 года. Двукратная чемпионка Азии (2013, 2015).
Выступая в категории до 64 кг на чемпионате мира 2016 года дошла до финала, где уступила белоруске Татьяне Мацко.